# Zöld Anikó
Zöld Anikó (Budapest, 1942. február 9. –) magyar festőművész.

## Életpályája
1960–1966 között a Magyar Képzőművészeti Főiskola hallgatója volt; itt Kmetty János, Barcsay Jenő és Fónyi Géza oktatta. Tanulmányútja során megfordult Csehszlovákiában, Jugoszláviában és az NDK-ban is. 1967 óta kiállító művész. 2002-ben és 2009-ben részt vett a Szentendrei Szerb Művésztelep munkájában. 2006–2007 között a Rozsnyói Nemzetközi Művésztelep munkáiban vett részt.
Lírikus hangvételű, meditatív beállítottságú képeinek a leggyakoribb témája a természet, amelynek látványait modern formában festi meg. Borongós, nosztalgikus színvilága a természettől és a tájtól elszakadt városi ember magányosságáról is hírt ad. A MFT és a Belvárosi Művészek Társasága tagja, alapító tagja a Magyar Festők Társaságának.

## Kiállításai

### Egyéni
- 1970, 1975, 1993-1994, 1996, 1998-2001 Budapest
- 1980 Győr

### Válogatott, csoportos
- 1967 Szeged
- 1978, 1994, 1997-1998, 2001 Budapest
- 1994, 1996, 2001 Párizs
- 1996 Debrecen, Mexikó
- 1998 Pécs, Miskolc, Győr
- 2000 Eger, Kecskemét, Szentendre, Esztergom

## Díjai
- Belváros Lipótváros Művelődéséért-díj (2001)
- Magyar Arany Érdemkereszt (2014)[1]
- Simsay Ildikó-díj (2016)[2]